# Spermophora deelemanae
Spermophora deelemanae är en spindelart som beskrevs av Huber 2005. Spermophora deelemanae ingår i släktet Spermophora och familjen dallerspindlar. Inga underarter finns listade i Catalogue of Life.